# Anthony Simpson
Anthony Simpson (ur. 28 października 1935 w Leicesterze, zm. 14 sierpnia 2022) – brytyjski polityk i prawnik, poseł do Parlamentu Europejskiego I, II i III kadencji.

## Życiorys
Z wykształcenia prawnik, absolwent University of Cambridge. W 1961 uzyskał uprawnienia zawodowe, praktykował w Londynie i Leicesterze. W drugiej połowie lat 70. zatrudniony w służbach prawnych Komisji Europejskiej. Zaangażował się w działalność polityczną w ramach Partii Konserwatywnej. Działał w samorządzie lokalnym, w latach 1969–1971 był radnym okręgu miejskiego w Oadby.
Trzykrotnie (1979, 1984, 1989) z ramienia torysów uzyskiwał mandat eurodeputowanego, który wykonywał do 1994. Pracował m.in. w Komisji ds. Kwestii Prawnych i Praw Obywatelskich, pełnił także funkcję kwestora PE.